# كأس العذاب (فلم)
كأس العذاب فيلم مصري من إنتاج عام 1952م، من إخراج حسن الإمام.

## قصة الفيلم
يرى رياض أن يهجر زوجته، ولا ترى الزوجة سوى أن تضع ابنتها نعمت في ملجأ، تموت الزوجة، وبعد مرور السنوات تخرج نعمت من الملجأ بعد أن تزوجت من محمود، أما رياض فيعشق فتاة صغيرة في السن وبعد فترة يعرف أن عشيقته هذه ما هي إلا ابنته وهي لا تعرف ذلك، ينهار رياض ويصاب بصدمة تؤدي به أن يهيم في الشوارع والطرقات، أما محمود فيدمن الخمر مما يسوقه إلى السجن، تطارد الشرطة رياض بتهمة اختطاف ابن نعمت، يضطر رياض أن يقتل شريكه ويهرب إلا أنه يموت تحت عجلات القطار، يخرج محمود من السجن وتسترد نعمت إبنها

## بطولة
| - فاتن حمامة: نعمة - محسن سرحان: محمود - محمود المليجي: رياض - فريد شوقي: فرج - سميحة توفيق: إنصاف - عزيزة حلمي: شريفة هانم - ملك الجمل: كريمة عبد العظيم - السيد بدير - علي رشدي - فرج النحاس: مسعود، شقيق رياض | - محمد الجنيدي - نعيمة وصفي - فوزية مصطفى - أنور زكي - انشراح الألفي: خديجة - فؤاد المهندس - فتحية محمد - عبدالمنعم إسماعيل - دولت فهمي | - محمد صبيح - صوفي ديمتري: جدة العائلة اليونانية - محسن حسنين - نادية الشناوي: طفلة - سمير جمعة: الطفل - عواطف مصطفى: طفلة - جورج يوردانيدس: أب العائلة اليونانية - كيتي: جارة نعمة - العائلة اليونانية - الأبنة - كيتى فوتراكى - ميمي عزيز: مدام ماريكا - العائلة اليونانية - الأم | - انجلو: الخطيب - العائلة اليونانية - علية علي: الراقصة - ايلين دياتو: الراقصة - هيرمين: الراقصة - سلامة إلياس: الدكتور - عبد الحميد زكي: مدير الملجأ - برلنتي حسن: المطربة - عواطف يوسف: الراقصة - ورد الجناينية - رجاء يوسف: الراقصة - ورد الجناينية |